# Mesodorylaimus fecundus
Mesodorylaimus fecundus är en rundmaskart som först beskrevs av Nathan Augustus Cobb 1914.  Mesodorylaimus fecundus ingår i släktet Mesodorylaimus och familjen Dorylaimidae. Inga underarter finns listade i Catalogue of Life.